# 瑞秋·傑克遜
瑞秋·多內爾森·傑克森（英語：Rachel Donelson Jackson，1767年6月15日－1828年12月22日）是第七任美國總統安德魯·傑克森的妻子。瑞秋與安德魯·傑克森共同居住在納什維爾的隱士之家，並於1828年美國總統選舉數日後，即傑克森就職總統前在該處逝世；故瑞秋從未正式擔任美國第一夫人的職務，而是由其侄女艾米麗·多內爾森代理，但她本人仍被白宮追認為第一夫人。
瑞秋·傑克森在1787年於納什維爾與劉易斯·羅伯茲（Lewis Robards）結婚。1791年，瑞秋在認為羅伯茲會與她離婚的情況下與安德魯·傑克森私奔；但後來發現羅伯茲並未正式跟她離婚，故瑞秋與傑克森二人的婚姻可以算作重婚，並最終在1794年與羅伯茲正式離婚後方再次結婚。瑞秋和傑克森之間的關係相當親密，並在傑克森離開處理政務或軍務時會感到緊張。瑞秋亦是一名虔誠的長老宗信徒。在1828年美國總統選舉期間，她受到了傑克森的競選對手約翰·昆西·亞當斯的支持者的負面攻擊(被稱為黑村姑)；傑克森認為這些攻擊加速了瑞秋的逝世。